# Eke Uzoma
Eke Uzoma (ur. 11 sierpnia 1989 w Lagos) – nigeryjski piłkarz klubu Berliner AK 07.
Eke Uzoma karierę zaczynał w nigeryjskim Eleme United. Już jako nastolatek wyjechał do Niemiec i zapisał się do juniorskiej drużyny Alemannia Müllheim. Gdy miał niespełna 16 lat został wypatrzony przez działaczy SC Freiburg i trafił do drużyny juniorów tego klubu. W drużynie seniorów zadebiutował 3 sierpnia 2007 roku w meczu 2. Bundesligi przeciwko drużynie TSG 1899 Hoffenheim. Szybko wywalczył sobie miejsce w pierwszym składzie i przy jego pomocy SC Freiburg awansował w 2009 roku do 1. Bundesligi. 24 października 2009 zadebiutował w 1. Bundeslidze i jednocześnie stał się piłkarzem numer 5000, który zagrał w niemieckiej ekstraklasie od momentu jej utworzenia w 1963 roku.
W 2010 roku odszedł do TSV 1860 Monachium, a w 2011 został wypożyczony do Arminii Bielefeld. Następnie występował również w Pécsi Mecsek FC, SV Sandhausen, Spartaku Subotica, Chemnitzer FC i Berliner AK 07.